# فالفستينو
فالفستينو (بالإيطالية: Valvestino)‏ هي كومونا تقع في إيطاليا في مقاطعة بريشا. يقدر عدد سكانها بـ 213 نسمة ومساحتها 31 كم2 .

## السكان
في سنة 1871 بلغ عدد السكان  نسمة، وتطور العدد ليصل في سنة 2011 لـ 212 نسمة.
يظهر هذا المخطط البياني تطور النمو السكاني لـ فالفستينو